# Askim
Askim è un centro abitato della Norvegia, fa parte del comune di Indre Østfold nella contea di Østfold
Già comune autonomo della contea, è stato soppresso a partire dal 1º gennaio 2020 quando è stato incorporato nel comune di Indre Østfold, diventato a sua volta comune della neoistituita contea di Viken. Dal 1º gennaio 2024 la contea di Viken ha cessato di esistere e sono state ripristinate le contee precedenti.